# Pino Micol
Pino Micol (Bari, 29 giugno 1943) è un attore e regista italiano.

## Biografia
Laureato in giurisprudenza, si è trasferito a Milano e si è diplomato alla Scuola d'Arte drammatica del Piccolo Teatro di Milano di Giorgio Strehler. Inizia quindi a recitare in teatro con diversi registi fra cui Giancarlo Cobelli, Luca Ronconi, Mario Missiroli, Luigi Squarzina, Massimo Castri e Maurizio Scaparro, con il quale ha costituito un lungo e fruttuoso sodalizio artistico.

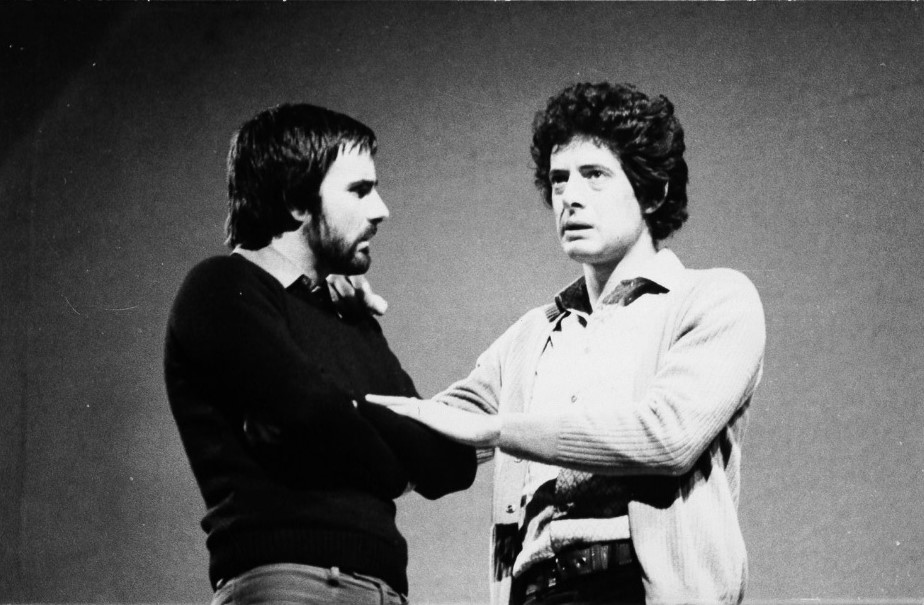
Micol (a destra) sul palco con Antonio Paiola nel 1972

Nell'ampio repertorio teatrale da lui coperto spicca, oltre ai classici shakespeariani Amleto e Riccardo II, la figura di Cyrano de Bergerac, portata in scena per la prima volta nella stagione 1977-1978 nella nuova traduzione in prosa a opera di Franco Cuomo, con l'allestimento di Scaparro e con a fianco l'allora esordiente Evelina Nazzari nel ruolo di Rossana. Lo spettacolo è stato portato poi in tournée in USA, Spagna, Francia, ex Jugoslavia, Russia e Germania.
Fra gli altri suoi lavori figurano Il teatro comico, di Carlo Goldoni, nella messinscena di Scaparro, con Valeria Moriconi, e Vita di Galileo di Bertolt Brecht, con Sabina Vannucchi. Molti dei suoi spettacoli sono stati ripresi e trasmessi dalla RAI nelle stagioni di prosa televisiva.
Dagli anni ottanta si è dedicato anche alla regia teatrale mettendo in scena diversi lavori fra cui La visita della vecchia signora di Friedrich Dürrenmatt, Vita dei campi da Giovanni Verga, La Casina di Plauto, Edipo di Renzo Rosso e altri ancora, oltre al Cyrano allestito per il centenario della pubblicazione dell'opera di Edmond Rostand a Parigi.
Si è occupato anche di regia in campo lirico curando per il Teatro dell'Opera di Roma il Don Chisciotte di Giovanni Paisiello all'Opera di Roma.
Per il cinema ha interpretato i film Dove siete? Io sono qui, del 1993, di Liliana Cavani, Gialloparma, del 1999, di Alberto Bevilacqua, e I baci mai dati, del 2010, di Roberta Torre.

## Teatrografia
- Amleto di William Shakespeare, traduzione di Angelo Dallagiacoma, regia di Maurizio Scaparro. Compagnia del Teatro Stabile di Bolzano, Teatro comunale di Gries (1972-1975)[4]
- Don Chisciotte. Frammenti di un discorso teatrale, da Miguel de Cervantes, adattamento di Rafael Azcona, Tullio Kezich, Maurizio Scaparro, regia di Maurizio Scaparro, costumi di Lele Luzzati. Teatro Popolare di Roma, Théâtre de Chaillot (1983)
- Vita di Galileo di Bertolt Brecht, regia di Maurizio Scaparro. (1988)
- Don Chisciotte. Frammenti di un discorso teatrale, da Miguel de Cervantes (II edizione), adattamento di Rafael Azcona, Tullio Kezich, Maurizio Scaparro, regia di Maurizio Scaparro. (2005)[5]

## Filmografia

### Cinema
- Don Chisciotte, regia di Maurizio Scaparro (1983)
- Dove siete? Io sono qui, regia di Liliana Cavani (1993)
- La strategia della maschera, regia di Rocco Mortelliti (1998)
- Gialloparma, regia di Alberto Bevilacqua (1999)
- Se sarà luce sarà bellissimo - Moro: Un'altra storia, regia di Aurelio Grimaldi (2004)
- Sexum superando: Isabella Morra, regia di Marta Bifano (2005)
- I baci mai dati, regia di Roberta Torre (2010)
- Studio illegale, regia di Umberto Carteni (2013)

### Televisione
- Il maggiore Barbara, regia di Maurizio Scaparro - Prosa (1975)
- Delitto e castigo - miniserie TV, 3 episodi (1983)
- Il giovane Mussolini - miniserie TV, 3 episodi (1993)
- Fine secolo - miniserie TV, 5 episodi (1999)
- Le ali della vita - film TV (2000)
- Il bello delle donne - serie TV, 5 episodi (2002)
- Incantesimo 7 - serial TV (2004)
- L'onore e il rispetto - Prima stagione - serie TV (2006)